# Charkhestān
Charkhestān (persiska: چرخستان) är en ort i Iran.   Den ligger i provinsen Lorestan, i den centrala delen av landet, 290 km sydväst om huvudstaden Teheran. Charkhestān ligger 2 015 meter över havet och antalet invånare är 173.
Terrängen runt Charkhestān är kuperad norrut, men söderut är den platt.Runt Charkhestān är det ganska glesbefolkat, med 48 invånare per kvadratkilometer. Närmaste större samhälle är Modābād, 18,1 km öster om Charkhestān. Trakten runt Charkhestān består i huvudsak av gräsmarker.